# 沐滩镇
沐滩乡，是中华人民共和国四川省宜宾市珙县下辖的一个乡镇级行政单位。

## 行政区划
沐滩乡下辖以下地区：
新民社区村、共和村、沐滩村、骑龙村、犀牛村、黄泥村、中山村、同乐村、建华村、新建村、天桥村、同意村和腾龙村。